# 長野県の登録有形文化財一覧

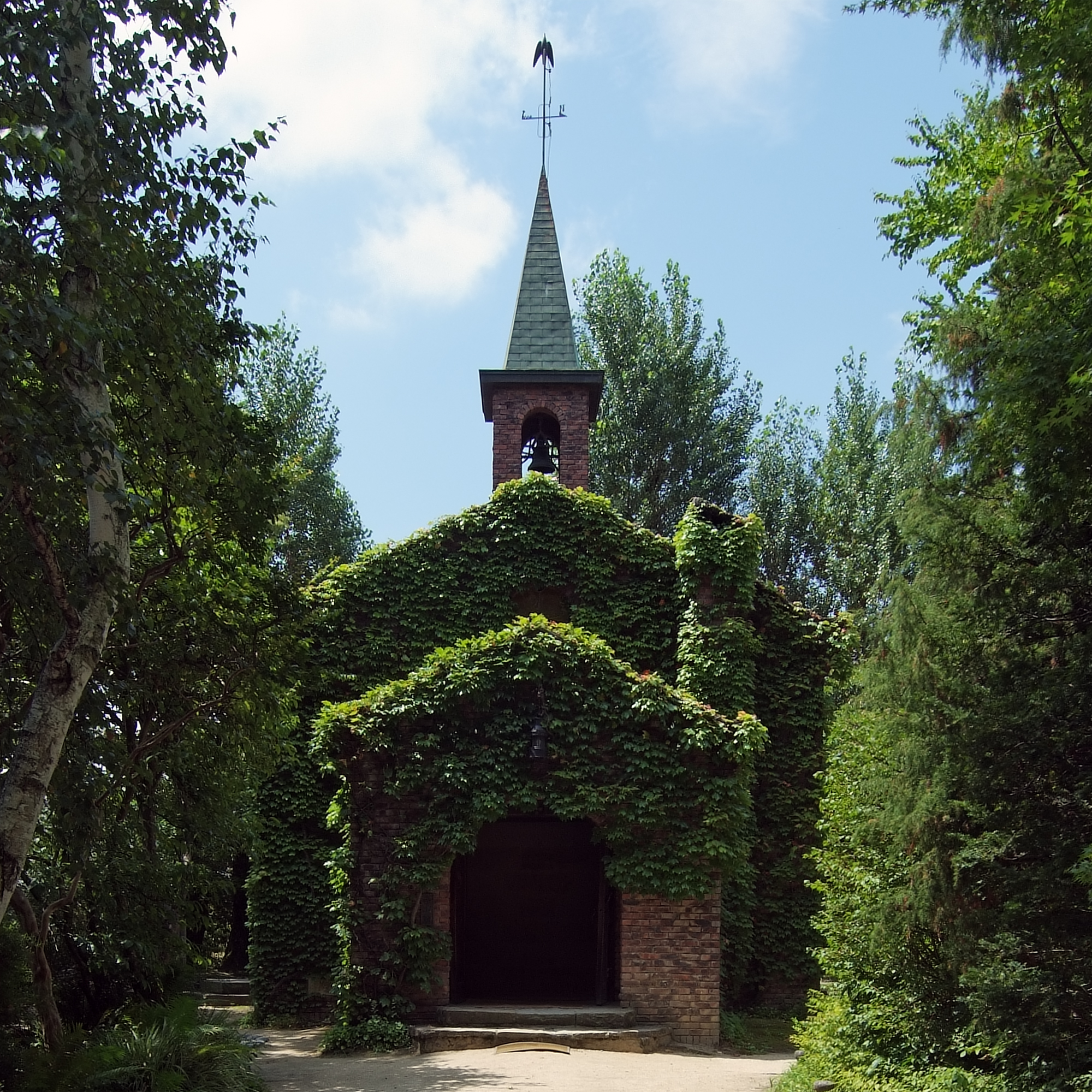
碌山美術館碌山館（安曇野市）

長野県の登録有形文化財一覧（ながのけんのとうろくゆうけいぶんかざいいちらん）は、長野県にある登録有形文化財（国の登録）の一覧。

## 概説
長野県内には令和7年（2025年）現在、651件の有形文化財がある（うち1件は美術工芸品、その他は建造物）。なお重要文化財指定の建造物は83件となっている。

## 長野市
- 赤澤家住宅表門（2007年登録）
- 井上家住宅表門（2007年登録）
- 井上家住宅主屋（2007年登録）
- 恵明寺山門（2010年登録）
- 恵明寺鐘楼（2010年登録）
- 恵明寺本堂（2010年登録）
- 大木家住宅旧主屋（2006年登録）
- 越志家住宅主屋（旧廣善院客殿）（2014年登録）
- 越志家住宅土蔵（2014年登録）
- 小山田家住宅主屋（2006年登録）
- 小山田家住宅番所（2006年登録）
- 恩田家住宅主屋（2005年登録）
- かどや商店店舗（2005年登録）
- 加茂神社本殿（2023年登録）
- 加茂神社上屋（2023年登録）
- 加茂神社拝殿及び祝詞殿（2023年登録）
- 北村家住宅局舎（2004年登録）
- 北村家住宅主屋（2004年登録）
- 北村家住宅門（2004年登録）

- 旧恩田重信家住宅主屋（2014年登録）
- 旧恩田重信家住宅土蔵（2014年登録）
- 旧真田勘解由家住宅主屋（2006年登録）
- 旧真田勘解由家住宅鎮守社（2006年登録）
- 旧信濃中牛馬合資会社社屋（2007年登録）
- 旧徳善院庫裏（極意家宿坊）（2005年登録）
- 旧徳善院本堂（極意家神殿）（2005年登録）
- 旧三河屋商店倉庫（2006年登録）
- 旧三河屋商店店舗兼住宅（2006年登録）
- 旧三河屋商店土蔵（2006年登録）
- 旧三河屋商店味噌蔵（2006年登録）
- 旧山寺常山家住宅表門（2014年登録）
- 旧山寺常山家住宅書院（2014年登録）
- 旧山寺常山家住宅頌徳門（2014年登録）
- 金鵄会館（長野県長野高等学校旧南校舎）（2005年登録）
- 杭全家住宅主屋（2006年登録）
- 杭全家住宅土蔵（2006年登録）
- 熊野出速雄神社摂社侍従大神社拝殿（2018年登録）
- 熊野出速雄神社随神門（2018年登録）
- 久米路橋（2021年登録）
- 倉澤家住宅長屋門（2005年登録）
- 荒神堂（2006年登録）
- 光林寺経蔵（2020年登録）
- 光林寺山門（2020年登録）
- 光林寺鐘楼（2020年登録）
- 光林寺本堂（2025年登録）
- 小坂家住宅長屋門（2020年登録）
- 小坂家住宅裏倉庫（2020年登録）
- 小坂家住宅裏門（2020年登録）
- 小坂家住宅主屋（2020年登録）
- 小坂家住宅米蔵（2020年登録）
- 小坂家住宅土塀（2020年登録）
- 小坂家住宅農機具庫（2020年登録）
- 小坂家住宅味噌蔵（2020年登録）
- 小林家住宅北蔵（味噌蔵・文庫蔵）（1999年登録）
- 小林家住宅薫蒸蔵（1999年登録）
- 小林家住宅主屋（1999年登録）
- 小林家住宅正門（1999年登録）
- 五明家住宅離れ座敷（2010年登録）
- 五明家住宅文庫蔵（2010年登録）
- 齋藤家住宅米蔵及び質蔵（2005年登録）
- 齋藤家住宅近土蔵（2005年登録）
- 齋藤家住宅離れ（2005年登録）
- 白髯神社拝殿（2024年登録）
- 證蓮寺山門（2015年登録）
- 證蓮寺聖徳太子堂（2015年登録）
- 證蓮寺鐘楼（2015年登録）
- 證蓮寺本堂（2015年登録）
- 常徳院庫裏（2006年登録）
- 常徳院小御堂及び東庫裏（2006年登録）
- 常徳院茶室（2006年登録）
- 常徳院門（2006年登録）
- 善敬寺本堂（2025年登録）
- 象山神社絵馬殿（2005年登録）
- 象山神社斉館（2005年登録）
- 象山神社社務所（2005年登録）
- 象山神社拝殿・祝詞殿（2005年登録）
- 象山神社宝殿（2005年登録）
- 象山神社本殿（2005年登録）
- 信州大学教育学部書庫（旧長野県庁書籍庫）（2008年登録）
- 玉依比賣命神社拝殿（2014年登録）
- 玉依比賣命神社本殿（2014年登録）
- 玉依比賣命神社宗形社拝殿及び本殿覆屋（2014年登録）
- 玉依比賣命神社宗形社本殿（2014年登録）
- 長明寺経蔵（2014年登録）
- 長明寺三門（2014年登録）
- 長明寺本堂（2014年登録）
- 坪根堰堤（2021年登録）
- 典厩寺閻魔堂（2018年登録）
- 典厩寺山門（2018年登録）
- 中澤時計本店（2005年登録）
- 長澤家住宅土蔵（2006年登録）
- 日本聖公会中部教区長野聖救主教会（2006年登録）
- 成澤家住宅主屋（2007年登録）
- 西山家住宅主屋（2007年登録）
- 日本クレーン協会長野支部博物館（旧池田警察署庁舎）（2005年登録）
- 野中家住宅主屋（2006年登録）
- 長谷川家住宅表門（2007年登録）
- 長谷川家住宅主屋（2007年登録）
- 長谷川家住宅土蔵（2007年登録）
- 八田家住宅大土蔵（2005年登録）
- 八田家住宅表門（2005年登録）
- 八田家住宅主屋（2005年登録）
- 八田家住宅土蔵（2005年登録）
- 八田家住宅長土蔵（2005年登録）
- 八田家住宅塀（2005年登録）
- 離山（はなれやま）神社本殿（2024年登録）
- 離山神社拝殿・祝詞殿及び本殿上屋（2024年登録）
- 原山家住宅表門（2010年登録）
- 原山家住宅仲間部屋（2010年登録）
- 原山家住宅塀（2010年登録）
- 梅翁院山門（2014年登録）
- 梅翁院本堂（2014年登録）
- 馬場家住宅長屋門（2005年登録）
- 東飯田酒造店酒蔵（2012年登録）
- 東飯田酒造店漬物蔵（2012年登録）
- 東飯田酒造店土蔵（2012年登録）
- 東飯田酒造店松の間（2012年登録）
- 日暮し庵鎮守社（2005年登録）
- 日暮し庵店舗（2005年登録）
- 藤田家住宅表門（2007年登録）
- 藤田家住宅仲間部屋（2007年登録）
- 藤田家住宅土蔵（2007年登録）
- 藤屋旅館（1997年登録）
- 祝神社拝殿（2005年登録）
- 祝神社本殿（2005年登録）
- 布袋屋小林家住宅主屋（2015年登録）
- 布袋屋小林家住宅土蔵（2015年登録）
- 松下家住宅作業所（2005年登録）
- 松下家住宅主屋（2005年登録）
- 美濃屋店舗及び主屋（2005年登録）
- 美濃屋土蔵（2005年登録）
- 三原屋商店北蔵（2005年登録）
- 三原屋商店店舗（2005年登録）
- 三原屋商店中蔵（2005年登録）
- 三原屋商店西蔵（2005年登録）
- 三原屋商店東蔵（2005年登録）
- 三原屋商店南蔵（2005年登録）
- 宮澤家住宅主屋（2005年登録）
- 明徳寺本堂（2022年登録）
- 明徳寺山門（2022年登録）
- 山岸家住宅旧牛乳処理場（2005年登録）
- 山岸家住宅長屋門（2005年登録）
- 利久堂酒井家住宅主屋（2001年登録）
- 利久堂酒井家住宅土蔵（2001年登録）
- 利久堂酒井家住宅長屋門（2001年登録）
- 利久堂酒井家住宅庭塀（2001年登録）
- 利久堂酒井家住宅味噌蔵（2001年登録）

## 松本市
- 牛伏川第二号堰堤（2021年登録）
- 牛伏川三号堰堤（2021年登録）
- 牛伏川四号堰堤（2021年登録）
- 牛伏川五号堰堤（2021年登録）
- 大嶋家住宅主屋（2017年登録）
- 釜ヶ渕堰堤（2002年登録）
- 嘉門次小屋囲炉裏の間（2011年登録）
- 旧犬飼呉服店店舗兼主屋（2024年登録）
- 旧犬飼呉服店土蔵（2024年登録）
- 旧上高地孵化場飼育池（信州大学山岳科学総合研究所上高地ステーション観察池）（2011年登録）
- 旧上高地孵化場物置（信州大学山岳科学総合研究所上高地ステーション別館）（2011年登録）
- 旧小穴家住宅離れ（2022年登録）
- 旧小穴家住宅書庫（2022年登録）
- 旧小穴家住宅主屋（2022年登録）
- 旧小澤家住宅主屋（2021年登録）
- 旧小澤家住宅離れ（2021年登録）
- 旧小澤家住宅北土蔵（2021年登録）
- 旧小澤家住宅南土蔵（2021年登録）
- 旧昭和興業製糸場（2020年登録）
- 旧第一勧業銀行松本支店（2007年登録）
- 旧光屋店舗兼主屋（2010年登録）
- 旧光屋文庫蔵（2010年登録）
- 旧松岡医院（2021年登録）
- 旧松本歩兵第五十連隊糧秣庫（信州大学医学部資料室）（2012年登録）
- 旧横内医院（2024年登録）
- 黒川堰追平隧道（2022年登録）
- 塩原家住宅米蔵（2004年登録）
- 塩原家住宅蚕屋（2004年登録）
- 塩原家住宅主屋（2004年登録）
- 塩原家住宅門（2004年登録）
- 下今井諏訪神社神楽殿（2022年登録）
- 下今井諏訪神社八坂社（2022年登録）
- 下今井諏訪神社八幡社（2022年登録）
- 下今井諏訪神社諏訪社（2022年登録）
- 續麻・今井（兼平）神社神楽殿（2022年登録）
- 續麻・今井（兼平）神社神明社（2022年登録）
- 續麻・今井（兼平）神社兼平社（2022年登録）
- 續麻・今井（兼平）神社續麻社（2022年登録）
- 徳運寺庫裏（2014年登録）
- 徳運寺山門及び高塀（2014年登録）
- 徳運寺本堂（2014年登録）
- 徳本峠小屋休憩所（2011年登録）
- 長野県松本深志高等学校管理普通教室棟（2005年登録）
- 長野県松本深志高等学校講堂（2005年登録）
- 日本聖公会中部教区松本聖十字教会（2021年登録）
- 波多腰家住宅表門（2000年登録）
- 波多腰家住宅蔵（2000年登録）
- 波多腰家住宅米蔵（2000年登録）
- 波多腰家住宅主屋（2000年登録）
- 波多腰家住宅中門（2000年登録）
- 波多腰家住宅納屋（2000年登録）
- 波多腰家住宅灰屋（2000年登録）
- 波多腰家住宅文庫蔵（2000年登録）
- 波多腰家住宅味噌蔵（2000年登録）
- 波多腰家住宅南門（2000年登録）
- 波多腰家住宅門（2000年登録）
- 原田家住宅主屋（1999年登録）
- 平林家住宅主屋（2018年登録）
- 本折井家住宅主屋（2018年登録）
- 松商学園高等学校柔剣道場（2011年登録）
- 松商学園高等学校本館（2011年登録）
- 松商学園高等学校講堂（2011年登録）
- 松本館旧館（2004年登録）
- 松本館便所棟（2004年登録）
- 松本市上下水道局島内第一水源地石垣及び階段（2015年登録）
- 松本市上下水道局島内第一水源池旧喞筒室（2015年登録）
- 松本市上下水道局島内第一水源地集水井及び会所（2015年登録）
- 松本市上下水道局島内第一水源地倉庫（2015年登録）
- 松本市上下水道局城山配水地旧配水池（2015年登録）
- 松本市上下水道局城山配水地接合井（2015年登録）
- 宮海道堰堤（2024年登録）
- 無量寺庫裏（2005年登録）
- 無量寺衆寮（2005年登録）
- 無量寺鐘楼堂（2005年登録）
- 無量寺土蔵（2005年登録）
- 無量寺宝物殿（2005年登録）
- 無量寺本堂（2005年登録）
- 旅館すぎもと松軒楼（2023年登録）

## 上田市
- 相澤商店店舗（2018年登録）
- 飯島商店作業所棟（2007年登録）
- 飯島商店事務所棟（2007年登録）
- 飯島商店店舗棟（2007年登録）
- 上田蚕種協業組合事務棟（1997年登録）
- 旧草間歯科医院（2007年登録）
- 旧佐藤家住宅（藤本）一号蚕室（2024年登録）
- 旧佐藤家住宅（藤本）一号蚕室附属室（2024年登録）
- 旧佐藤家住宅（藤本）二号蚕室（2024年登録）
- 旧佐藤家住宅（藤本）文庫蔵（2024年登録）
- 旧佐藤家住宅（藤本）味噌蔵（2024年登録）
- 旧佐藤家住宅（藤本）表門（2024年登録）
- 旧常田幼稚園園舎（2003年登録）
- 旧松高産婦人科医院表門及び塀（2018年登録）
- 旧松高産婦人科医院大正館（2018年登録）
- 信州大学繊維学部講堂（旧上田蚕糸専門学校講堂）（1998年登録）
- 信州大学繊維学部守衛所（旧上田蚕糸専門学校門衛詰所）（2013年登録）
- 信州大学繊維学部資料館（旧上田蚕糸専門学校貯繭庫）（2013年登録）
- 前山寺本堂（2023年登録）
- 前山寺庫裏（2023年登録）
- 前山寺玄関（2023年登録）
- 前山寺山門（2023年登録）
- 筑波大学山岳科学センター菅平高原実験所大明神寮（2018年登録）
- 東福寺檀信徒会館（旧滝沢家住宅主屋）（2025年登録）
- 花屋ホテル井戸（2006年登録）
- 花屋ホテル大奥棟（2006年登録）
- 花屋ホテル奥棟（2006年登録）
- 花屋ホテルお城棟（2006年登録）
- 花屋ホテル表棟（2006年登録）
- 花屋ホテル北渡廊下（2006年登録）
- 花屋ホテル五〇番棟（2006年登録）
- 花屋ホテル事務室棟（2006年登録）
- 花屋ホテル水車小屋（2006年登録）
- 花屋ホテル倉庫（2006年登録）
- 花屋ホテル大浴室（2006年登録）
- 花屋ホテル中棟（2006年登録）
- 花屋ホテル中広間・厨房棟（2006年登録）
- 花屋ホテル二七番棟（2006年登録）
- 花屋ホテル八一番棟（2006年登録）
- 花屋ホテル東渡廊下（2006年登録）
- 花屋ホテル本館（2006年登録）
- 花屋ホテル南渡廊下（2006年登録）
- 花屋ホテル六一番棟（2006年登録）
- りんどう橋（2023年登録）

## 岡谷市
- 今井家住宅（今井御小休本陣）板蔵（1999年登録）
- 今井家住宅（今井御小休本陣）井戸（1999年登録）
- 今井家住宅（今井御小休本陣）表門（1999年登録）
- 今井家住宅（今井御小休本陣）木蔵（1999年登録）
- 今井家住宅（今井御小休本陣）木小屋（1999年登録）
- 今井家住宅（今井御小休本陣）米蔵（1999年登録）
- 今井家住宅（今井御小休本陣）主屋（1999年登録）
- 今井家住宅（今井御小休本陣）水車小屋（1999年登録）
- 今井家住宅（今井御小休本陣）中門（1999年登録）
- 今井家住宅（今井御小休本陣）文庫蔵（1999年登録）
- 今井家住宅（今井御小休本陣）屋敷神（1999年登録）
- 小口家別邸主屋（2011年登録）
- 小口家別邸土蔵（2011年登録）
- 片倉家住宅主屋（1999年登録）
- 片倉家住宅西の蔵（1999年登録）
- 片倉家住宅文庫蔵（1999年登録）
- 片倉家住宅味噌蔵（1999年登録）
- 片倉家住宅南の蔵（1999年登録）
- 旧岡谷市役所庁舎（2005年登録）
- 旧岡谷上水道集水溝（2005年登録）
- 旧山一林組製糸守衛所（2005年登録）
- 旧山一林組製糸事務所（2005年登録）
- 中央印刷社屋（旧片倉組事務所）（1996年登録）
- 日本聖公会中部教区岡谷聖バルナバ教会（2019年登録）

## 飯田市
- 飯田市立追手町小学校校舎（2005年登録）
- 飯田市立追手町小学校講堂（2005年登録）
- 旧飯田測候所庁舎（2012年登録）
- 旧山本中学校杵原校舎管理教室棟（2005年登録）
- 旧山本中学校杵原校舎教室棟（2005年登録）
- 下伊那教育会館（2014年登録）
- 下伊那教育会旧黒須家土蔵（2014年登録）
- 下伊那教育会旧黒須家門（2014年登録）
- 下伊那教育会土蔵（2014年登録）
- 柳田國男館（旧喜談書屋）（2016年登録）

## 諏訪市
- 旧料亭信濃離れ桐の間（2022年登録）
- 旧料亭信濃離れ菊の間（2022年登録）
- 諏訪湖ホテル菊の間（2011年登録）
- 諏訪湖ホテル迎賓館（2011年登録）
- 諏訪市美術館（旧懐古館）（2011年登録）
- 諏訪市文化センター（旧北澤会館）（2014年登録）
- 諏訪地域考古資料（2012年登録）
- セイコーエプソン創業記念館（2022年登録）
- ブライダル染花みむら店舗（2011年登録）
- 丸高蔵鰍沢蔵（2011年登録）
- 丸高蔵吉沢蔵（2011年登録）
- 丸高蔵店舗（2011年登録）
- 三村貴金属店店舗（2011年登録）

## 須坂市
- 旧越家住宅内蔵（2005年登録）
- 旧越家住宅主屋（2005年登録）
- 旧越家住宅外蔵（2005年登録）
- 塩屋醸造うわみせ（2007年登録）
- 塩屋醸造穀蔵（2007年登録）
- 塩屋醸造小文庫蔵（2007年登録）
- 塩屋醸造醤油蔵（2007年登録）
- 塩屋醸造手造蔵（2007年登録）
- 塩屋醸造店舗及び主屋（2007年登録）
- 塩屋醸造離れ（2007年登録）
- 塩屋醸造文庫蔵（2007年登録）
- 塩屋醸造味噌蔵（2007年登録）
- 塩屋醸造諸味蔵（2007年登録）
- 須高農業協同組合井上支所（2015年登録）
- 田中本家博物館内塀及び門（2005年登録）
- 田中本家博物館おかる二階（2005年登録）
- 田中本家博物館表門（2005年登録）
- 田中本家博物館釜場蔵（2005年登録）
- 田中本家博物館客殿（2005年登録）
- 田中本家博物館旧主屋（2005年登録）
- 田中本家博物館酒蔵（2005年登録）
- 田中本家博物館新土蔵（2005年登録）
- 田中本家博物館水車蔵（2005年登録）
- 田中本家博物館隅土蔵（2005年登録）
- 田中本家博物館中二階（2005年登録）
- 田中本家博物館西之蔵（2005年登録）
- 田中本家博物館蓮池蔵（2005年登録）
- 田中本家博物館東及び北土塀（2005年登録）
- 田中本家博物館東土蔵（2005年登録）
- 田中本家博物館文庫蔵（2005年登録）
- 田中本家博物館味噌蔵（2005年登録）
- 田中本家博物館籾土蔵（2005年登録）
- 田中本家博物館門土蔵（2005年登録）
- 田中本家博物館湯殿（2005年登録）
- 中野家住宅北土蔵（2016年登録）
- 中野家住宅蔵座敷（2016年登録）
- 中野家住宅下店（2016年登録）
- 中野家住宅南土蔵（2016年登録）
- ふれあい館しらふじ（旧丸田医院）雑蔵（2005年登録）
- ふれあい館しらふじ（旧丸田医院）主屋（2005年登録）
- ふれあい館しらふじ（旧丸田医院）築地塀（2005年登録）
- ふれあい館しらふじ（旧丸田医院）土蔵（2005年登録）
- ふれあい館しらふじ（旧丸田医院）長屋門（2005年登録）
- ふれあい館しらふじ（旧丸田医院）物置（2005年登録）
- ふれあい館しらふじ（旧丸田医院）洋館（2005年登録）
- ふれあい館まゆぐら（旧田尻製糸）（2005年登録）

## 小諸市
- 大塚魚店旧店舗兼主屋（2010年登録）
- 小諸市北国街道ほんまち町屋館（2006年登録）
- 塩川家住宅主屋（2014年登録）
- はりこし亭（2006年登録）
- 萬屋骨董店店舗兼主屋（旧小諸銀行）（2007年登録）
- 山崎長兵衛商店旧店舗（2022年登録）
- 与良町郷蔵（2022年登録）

## 伊那市
- 高遠閣（2002年登録）
- 西駒山荘石室（2016年登録）

## 駒ヶ根市
なし

## 中野市
- 小崎家住宅土蔵（2018年登録）
- 小崎家住宅長屋門（2018年登録）
- 旧片山家住宅主屋（小内八幡神社社務所）（2020年登録）
- 旧山田家住宅裏門・台所味噌蔵及び事務所（2016年登録）
- 旧山田家住宅奥座敷（2016年登録）
- 旧山田家住宅酒売場（2016年登録）
- 旧山田家住宅質蔵及び文庫蔵（2016年登録）
- 旧山田家住宅新座敷（2016年登録）
- 旧山田家住宅隅蔵（2016年登録）
- 旧山田家住宅六間蔵及び二間蔵（2016年登録）

## 大町市
- 旧北澤家住宅（2020年登録）
- 旧櫻井家住宅店舗兼主屋（2024年登録）
- 旧櫻井家住宅土蔵（2024年登録）
- 東京藝術大学山岳部黒沢ヒュッテ（2018年登録）
- 平林家住宅主屋（2017年登録）
- 平林家住宅文庫蔵・塩蔵・漬物蔵（2017年登録）
- 栗林家住宅主屋（2022年登録）
- 栗林家住宅店舗（2022年登録）
- 栗林家住宅門及び塀（2022年登録）

## 飯山市
- 日本聖公会中部教区飯山復活教会（2017年登録）

## 茅野市
なし

## 塩尻市
- 秋山家住宅主屋（2011年登録）
- 岩垂家住宅主屋（2015年登録）
- 荻上家住宅主屋（2011年登録）
- 小林家住宅主屋（2011年登録）
- 塩尻短歌館（2009年登録）
- 笑亀酒造穀蔵（2009年登録）
- 笑亀酒造造蔵（2009年登録）
- 笑亀酒造店舗兼主屋（2009年登録）
- 巣山家住宅主屋（2000年登録）
- 巣山家住宅西土蔵（2000年登録）
- 巣山家住宅東土蔵（2000年登録）
- 田中家住宅主屋（2011年登録）
- 平林家住宅主屋（2018年登録）
- 古田晁記念館展示室（2009年登録）
- 古田晁記念館門（2009年登録）
- 古田晁記念館渡廊下（2009年登録）
- 丸山漆器店大谷石蔵（2013年登録）
- 南内田公民館（2014年登録）

## 佐久市
- 市川家住宅主屋（2005年登録）
- 市川家住宅土蔵（2005年登録）
- 武重本家酒造及び武重家住宅一号蔵（2000年登録）
- 武重本家酒造及び武重家住宅井戸小屋（2000年登録）
- 武重本家酒造及び武重家住宅奥穀ビツ（2000年登録）
- 武重本家酒造及び武重家住宅奥座敷（2000年登録）
- 武重本家酒造及び武重家住宅枯倉（2000年登録）
- 武重本家酒造及び武重家住宅旧細工小屋（2000年登録）
- 武重本家酒造及び武重家住宅旧精米所（2000年登録）
- 武重本家酒造及び武重家住宅五号蔵（2000年登録）
- 武重本家酒造及び武重家住宅三号蔵（2000年登録）
- 武重本家酒造及び武重家住宅主屋（2000年登録）
- 武重本家酒造及び武重家住宅水槽（2000年登録）
- 武重本家酒造及び武重家住宅炭小屋（2000年登録）
- 武重本家酒造及び武重家住宅茶室（2000年登録）
- 武重本家酒造及び武重家住宅中門（2000年登録）
- 武重本家酒造及び武重家住宅二号蔵（2000年登録）
- 武重本家酒造及び武重家住宅西蔵（2000年登録）
- 武重本家酒造及び武重家住宅離れ（2000年登録）
- 武重本家酒造及び武重家住宅離れ石垣塀（2000年登録）
- 武重本家酒造及び武重家住宅東蔵（2000年登録）
- 武重本家酒造及び武重家住宅東塀（2000年登録）
- 武重本家酒造及び武重家住宅文庫蔵（2000年登録）
- 武重本家酒造及び武重家住宅前穀ビツ（2000年登録）
- 武重本家酒造及び武重家住宅店（2000年登録）
- 武重本家酒造及び武重家住宅味噌蔵（2000年登録）
- 武重本家酒造及び武重家住宅南蔵（2000年登録）
- 武重本家酒造及び武重家住宅もみ蔵（2000年登録）
- 武重本家酒造及び武重家住宅門長屋（2000年登録）
- 武重本家酒造及び武重家住宅屋敷神（2000年登録）
- 武重本家酒造及び武重家住宅屋敷神鳥居（2000年登録）
- 武重本家酒造及び武重家住宅四号蔵（2000年登録）

## 千曲市
- 荏沢川第一号石堰堤（2009年登録）
- 荏沢川第三号石堰堤（2009年登録）
- 荏沢川第七号石堰堤（2009年登録）
- 荏沢川第二号石堰堤（2009年登録）
- 寿高原食品四階倉庫（2017年登録）
- 坂井銘醸寛政蔵（2005年登録）
- 坂井銘醸慶応蔵（2005年登録）
- 坂井銘醸主屋（2005年登録）
- 坂井銘醸昭和蔵（2005年登録）
- 坂井銘醸大正蔵（2005年登録）
- 坂井銘醸文庫蔵（2005年登録）
- 坂井銘醸宝暦蔵（2005年登録）
- 坂井銘醸明治蔵（2005年登録）
- 笹屋ホテル別荘（2005年登録）
- 滝沢川橋梁（2006年登録）
- 瀧澤家住宅主屋（2017年登録）
- 瀧澤家住宅土蔵（2017年登録）
- 瀧澤家住宅長屋門（2017年登録）
- 長野銘醸粕蔵（2014年登録）
- 長野銘醸米蔵（2014年登録）
- 長野銘醸酒蔵（2014年登録）
- 長野銘醸事務所（2014年登録）
- 長野銘醸貯蔵蔵（2014年登録）
- 長野銘醸長屋門（2014年登録）
- 長野銘醸西土蔵（2014年登録）
- 長野銘醸西納屋（2014年登録）
- 長野銘醸東土蔵（2014年登録）
- 長野銘醸東納屋（2014年登録）
- 長野銘醸文庫蔵（2014年登録）
- 長野銘醸南蔵（2014年登録）
- 日本聖公会中部教区稲荷山諸聖徒教会（2022年登録）
- 龍洞院架道橋（2006年登録）

## 東御市
- 児玉家住宅馬屋（2000年登録）
- 児玉家住宅表門（2000年登録）
- 児玉家住宅北塀（2000年登録）
- 児玉家住宅蚕室（2000年登録）
- 児玉家住宅主屋（2000年登録）
- 児玉家住宅土蔵（2000年登録）
- 児玉家住宅長屋（2000年登録）
- 児玉家住宅西塀（2000年登録）
- 児玉家住宅西門（2000年登録）
- 児玉家住宅東門（2000年登録）
- 児玉家住宅味噌部屋・乾燥室（2000年登録）
- 児玉家住宅南塀石垣（2000年登録）

## 安曇野市
- 新屋公民館（2012年登録）
- 飯田家住宅内門（2005年登録）
- 飯田家住宅米蔵（2005年登録）
- 飯田家住宅質蔵（2005年登録）
- 飯田家住宅主屋（2005年登録）
- 飯田家住宅醸造蔵一（2005年登録）
- 飯田家住宅醸造蔵二（2005年登録）
- 飯田家住宅文庫蔵・隠居屋（2005年登録）
- 飯田家住宅塀（2005年登録）
- 飯田家住宅味噌蔵（2005年登録）
- 飯田家住宅もと蔵（2005年登録）
- 飯田家住宅物置一（2005年登録）
- 飯田家住宅物置二（2005年登録）
- 飯田家住宅門番所（2005年登録）
- 旧高橋家住宅北蔵（2005年登録）
- 旧高橋家住宅主屋（2005年登録）
- 旧高橋家住宅西蔵（2005年登録）
- 旧高橋家住宅南蔵（2005年登録）
- 信濃教育会生涯学習センター（2000年登録）
- 中房温泉板倉（2011年登録）
- 中房温泉温泉大プール（2011年登録）
- 中房温泉旧湯会所（2011年登録）
- 中房温泉田村薬師堂（2011年登録）
- 中房温泉土蔵（2011年登録）
- 中房温泉本館菊（2011年登録）
- 中房温泉山の神の社（2011年登録）
- 中村家住宅裏土蔵（2006年登録）
- 中村家住宅表土蔵（2006年登録）
- 中村家住宅主屋（2006年登録）
- 中村家住宅納屋（2006年登録）
- 中村家住宅門及び塀（2006年登録）
- 長野県南安曇農業高等学校第二農場日輪舎（2009年登録）
- 法蔵寺裏門（2005年登録）
- 法蔵寺庫裏（2005年登録）
- 法蔵寺書院（2005年登録）
- 法蔵寺鐘楼門（2005年登録）
- 法蔵寺土蔵（2005年登録）
- 宮澤家住宅腕木門（1998年登録）
- 宮澤家住宅冠木門（1998年登録）
- 宮澤家住宅主屋（1998年登録）
- 宮澤家住宅土蔵（1998年登録）
- 宮澤家住宅納屋・旧鶏小屋（1998年登録）
- 宮澤家住宅はなれ（1998年登録）
- 宮澤家住宅門柱・石塀・屋根塀（1998年登録）
- 碌山美術館碌山館（2010年登録）

## 南佐久郡

### 小海町
なし

### 川上村
なし

### 南牧村
なし

### 南相木村
なし

### 北相木村
なし

### 佐久穂町
- 栄橋（2024年登録）

## 北佐久郡

### 軽井沢町
- 亜武巣山荘（2014年登録）
- 鶴樓（福井家別荘主屋）（2022年登録）
- 軽井沢新スタジオ（旧アントニン・レーモンド軽井沢別邸）主屋（2023年登録）
- 旧朝吹山荘（睡鳩荘）（2018年登録）
- 旧彌永家別荘（2015年登録）
- 旧加藤家別荘（2014年登録）
- 旧加納家住宅主屋（2022年登録）
- 旧軽井沢ハウス（旧松方家別荘）（2013年登録）
- 旧ジョルゲンセン邸（2018年登録）
- 旧鈴木歯科診療所（片岡山荘）（2008年登録）
- 旧田中角榮家別荘（2007年登録）
- 旧西川家住宅（2018年登録）
- 旧ハミルトンアンドハード軽井沢コテージ（2015年登録）
- 旧ロミッシー別荘（一柳家別邸）（2023年登録）
- 旧ライシャワー家別荘（2013年登録）
- 三五荘（中央工学校軽井沢山荘）（2007年登録）
- 万平ホテルアルプス館（2018年登録）
- 明治四十四年館（旧軽井沢郵便局舎）（2008年登録）
- 山崎家及び臼井家別荘（セキスイハウスＡ型）（2016年登録）
- 脇田和アトリエ山荘（2021年登録）

### 御代田町
なし

### 立科町
なし

## 小県郡

### 青木村
- ますや旅館新築（2005年登録）
- ますや旅館土蔵（2005年登録）
- ますや旅館西館（2005年登録）
- ますや旅館東館（2005年登録）
- ますや旅館東蔵（2005年登録）
- ますや旅館本館（2005年登録）

### 長和町
なし

## 諏訪郡

### 下諏訪町
- 旧伏見屋北土蔵（2013年登録）
- 旧伏見屋店舗兼主屋（2013年登録）
- 旧伏見屋南土蔵（2013年登録）

### 富士見町
- 唐沢堰堤（2010年登録）
- 和田家住宅主屋（2003年登録）
- 和田家住宅土蔵（2003年登録）

### 原村
なし

## 上伊那郡

### 辰野町
- 北の沢の渡河橋（めがね橋）（2011年登録）
- 旧小澤家住宅（油屋）主屋（2024年登録）
- 旧小澤家住宅（油屋）表門（2024年登録）
- 旧小野村下町火の見櫓（2024年登録）
- 旧小野村役場庁舎（2018年登録）
- 旧小野村役場土蔵（2018年登録）
- 旧小野郵便局局舎（2022年登録）

### 箕輪町
なし

### 飯島町
- 桃澤家住宅主屋（2023年登録）

### 南箕輪村
なし

### 中川村
- 坂戸橋（2010年登録）
- 南向発電所本館（2025年登録）
- 米山家住宅主屋（2025年登録）

### 宮田村
- 恵比寿屋原家住宅主屋（2023年登録）
- 恵比寿屋原家住宅土蔵（2023年登録）
- 北の城橋（2023年登録）
- 旧井桁屋新井家住宅新蔵（2022年登録）
- 旧井桁屋新井家住宅文庫蔵（2022年登録）
- 旧喜多屋新井家住宅東蔵（2022年登録）
- 旧喜多屋新井家住宅主屋（2022年登録）
- 京口屋墨矢家住宅主屋（2023年登録）
- 正木屋山浦家住宅南蔵（2022年登録）

## 下伊那郡

### 松川町
なし

### 高森町
なし

### 阿南町
なし

### 阿智村
- 土佐屋原家住宅主屋（2018年登録）

### 平谷村
なし

### 根羽村
なし

### 下條村
なし

### 売木村
なし

### 天龍村
なし

### 泰阜村
なし

### 喬木村
なし

### 豊丘村
なし

### 大鹿村
- 小渋橋（2011年登録）
- 上蔵堰堤（2009年登録）

## 木曽郡

### 上松町
なし

### 南木曽町
なし

### 木祖村
なし

### 王滝村
なし

### 大桑村
なし

### 木曽町
なし

## 東筑摩郡

### 麻績村
- 芦澤第一号石積堰堤（2014年登録）
- 芦澤第三号石積堰堤（2014年登録）
- 芦澤第二号石積堰堤（2014年登録）
- 芦澤第四号石積堰堤（2014年登録）
- 旧麻績小学校北校舎（2013年登録）

### 生坂村
- 旧平林家住宅（一星亭）主屋（2020年登録）
- 旧平林家住宅（一星亭）西土蔵（2020年登録）
- 旧平林家住宅（一星亭）東土蔵（2020年登録）
- 旧平林家住宅（一星亭）南土蔵（2020年登録）
- 旧平林家住宅（一星亭）南門（2020年登録）
- 旧平林家住宅（一星亭）物置（2020年登録）

### 山形村
なし

### 朝日村
なし

### 筑北村
なし

## 北安曇郡

### 池田町
なし

### 松川村
- 松川村収蔵庫（2012年登録）

### 白馬村
なし

### 小谷村
- 中村家住宅主屋（2024年登録）
- 中村家住宅主屋（2024年登録）
- 矢口家住宅主屋（2001年登録）
- 山田旅館新館（2001年登録）
- 山田旅館新土蔵（2001年登録）
- 山田旅館本館（2001年登録）
- 山田旅館前土蔵（2001年登録）
- 山田旅館薬師堂（2001年登録）
- 山田旅館浴室（2001年登録）
- ロッジ欅旅館主屋（2005年登録）

## 埴科郡

### 坂城町
なし

## 上高井郡

### 小布施町
- 平松家住宅北土蔵（2011年登録）
- 平松家住宅車屋（2011年登録）
- 平松家住宅小座敷（2011年登録）
- 平松家住宅蚕室（2011年登録）
- 平松家住宅主屋（2011年登録）
- 平松家住宅外便所・炭小屋・作業小屋（2011年登録）
- 平松家住宅納屋（2011年登録）
- 平松家住宅南土蔵（2011年登録）

### 高山村
なし

## 下高井郡

### 山ノ内町
- 金具屋別館臨仙閣本館（2011年登録）
- 金具屋別館臨仙閣浴堂（2011年登録）
- 金具屋旅館大広間（2011年登録）
- 金具屋旅館斉月楼（2011年登録）
- 湯田中駅旧駅舎（2005年登録）
- 横湯川堰堤（2021年登録）
- 横湯川第一号堰堤（2021年登録）
- 横湯川第二号堰堤（2021年登録）
- 横湯川第三号堰堤（2021年登録）
- 横湯川第三九号堰堤（2021年登録）
- 横湯川第五〇号堰堤 （2021年登録）
- 横湯川第五一号堰堤（2021年登録）
- 横湯川第五七号堰堤（2021年登録）
- よろづや旅館松籟荘（2005年登録）
- よろづや旅館桃山風呂（2005年登録）

### 木島平村
なし

### 野沢温泉村
- 野沢温泉ロッヂ（2024年登録）

## 上水内郡

### 信濃町
- 行善寺本堂（2021年登録）
- 藤野屋旅館本館（2010年登録）

### 小川村
- 滝の下沢石張水路工（2009年登録）
- 富吉沢石張水路工（2009年登録）
- 薬師沢石張水路工（2009年登録）
- 己り地沢石張水路工（2009年登録）

### 飯綱町
- 三水第一小学校茶室（2016年登録）

## 下水内郡

### 栄村
なし